# Guilhermina da Cruz
Guilhermina P. da Cruz (ur. 20 stycznia 1970) – angolska lekkoatletka specjalizująca się w biegach sprinterskich.
Dwukrotna uczestniczka igrzysk olimpijskich (1988, 1996) oraz uczestniczka letniej uniwersjady w 1995 roku. Reprezentowała Angolę na mistrzostwach świata (1987, 1993) oraz mistrzostwach świata juniorów (1986).

## Rezultaty
| Rok  | Impreza                     | Miejsce   | Konkurencja   | Pozycja     | Wynik |
| ---- | --------------------------- | --------- | ------------- | ----------- | ----- |
| 1986 | Mistrzostwa świata juniorów | Ateny     | bieg na 200 m | eliminacje  | 26,21 |
| 1986 | Mistrzostwa świata juniorów | Ateny     | bieg na 400 m | eliminacje  | 58,20 |
| 1987 | Mistrzostwa świata          | Rzym      | bieg na 200 m | eliminacje  | 25,74 |
| 1988 | Igrzyska olimpijskie        | Seul      | bieg na 100 m | eliminacje  | 12,47 |
| 1988 | Igrzyska olimpijskie        | Seul      | bieg na 200 m | eliminacje  | 25,62 |
| 1993 | Mistrzostwa świata          | Stuttgart | bieg na 200 m | eliminacje  | 25,16 |
| 1993 | Mistrzostwa świata          | Stuttgart | bieg na 400 m | eliminacje  | 55,34 |
| 1995 | Uniwersjada                 | Fukuoka   | bieg na 200 m | ćwierćfinał | 25,50 |
| 1995 | Uniwersjada                 | Fukuoka   | bieg na 400 m | eliminacje  | 55,89 |
| 1996 | Igrzyska olimpijskie        | Atlanta   | bieg na 200 m | eliminacje  | 24,92 |
| 1996 | Igrzyska olimpijskie        | Atlanta   | bieg na 400 m | eliminacje  | 55,42 |

## Rekordy życiowe
- bieg na 100 metrów – 12,47 (24 września 1988, Seul)
- bieg na 200 metrów – 24,92 (31 lipca 1996, Atlanta)
- bieg na 400 metrów – 55,34 (15 sierpnia 1993, Stuttgart, rekord Angoli)